# Internetstiftelsen i Sverige

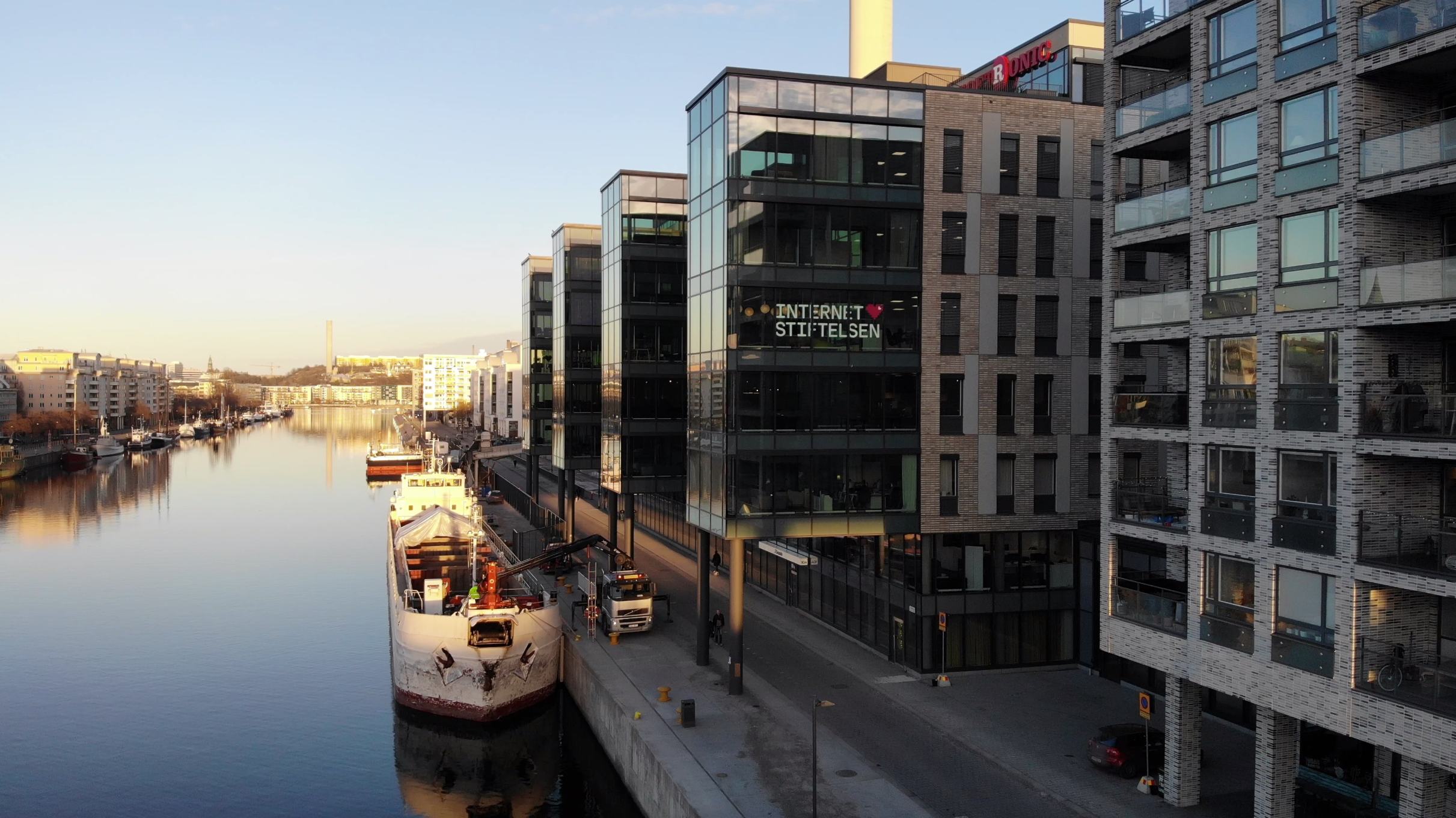
Sede

L'Internetstiftelsen i Sverige ("Fondazione Internet Svedese") è un'organizzazione indipendente di servizio pubblico che agisce per garantire uno sviluppo positivo di Internet, di cui è responsabile in Svezia, dove ha sede, del dominio di primo livello di Internet, .se, e del funzionamento del dominio di primo livello .nu. È anche un'organizzazione di servizio pubblico che gestisce federazioni di identità, che comprendono soluzioni sicure e scalabili per la gestione di account e password. Queste creano le premesse per facilitare il lavoro con i processi digitali all'interno dell'assistenza sanitaria e delle scuole.
Lo statuto dell'Internetstiftelsen i Sverige afferma che qualsiasi eccedenza dovrebbe essere utilizzata per migliorare la stabilità dell'infrastruttura Internet nel paese e per promuovere la ricerca, la formazione e l'istruzione con un focus su Internet. L'obiettivo è investire almeno il 25% delle entrate in vari progetti che sviluppano Internet. Nel 2020 sono stati investiti 88,1 milioni di corone svedesi.
L'organizzazione ha anche creato Internetmuseum, un museo digitale inaugurato nel 2014. Nel giugno 2016 esso è stato inserito nell'Associazione nazionale dei musei svedesi ("Riksförbundet Sveriges museer") come primo museo digitale. L'ambizione del museo è diffondere la conoscenza della storia di Internet in Svezia e preservare il patrimonio digitale.